# Parròquia de Sērene
La Parròquia de Sērene (en letó: Sērenes pagasts) és una unitat administrativa del municipi de Jaunjelgava, al sud de Letònia. Abans de la reforma territorial administrativa de l'any 2009 pertanyia al raion d'Aizkraukle.

## Pobles, viles i assentaments
- Sērene (centre parroquial)
- Dīķi
- Krolīši
- Talsiņa

## Hidrografia

### Rius
- Daugava
- Dešupīte
- Iecava
- Lauce

### Llacs i embassaments
- Embassament Pļaviņu
- Estany Sērenes
- Llac Valaka